# Tyler Polley
Tyler Jacobi Polley (Weston, Florida); 7 de abril de 1997) es un jugador de baloncesto con nacionalidad estadounidense. Con 2,06 metros de altura que pertenece a la plantilla de los Sioux Falls Skyforce de la G League. Juega en la posición de pívot.

## Trayectoria deportiva

### Universidad
Formado en la Sagemont School de su ciudad natal, antes de ingresar en 2017 en la Universidad de Connecticut, con la que jugó durante cinco temporadas en la NCAA con los Connecticut Huskies desde 2017 a 2022, en las que promedió 6,8 puntos y 1,9 rebotes por partido.

### Profesional
Tras no ser drafteado en 2022, el 13 de agosto de 2022, firma con P.A.O.K. BC de la A1 Ethniki. En 40 apariciones con el equipo, promedió 6,8 puntos con un 42,7 por ciento de tiros, 2,6 rebotes y 0,5 robos por cada 21,3 minutos.
El 26 de agosto de 2024, Polley firmó con el Kolossos Rodou B.C., también de la liga griega, donde jugó 24 partidos y promedió 8,8 puntos con un 43,2 por ciento de tiros, 4,5 rebotes y 0,7 robos en 24,7 minutos por partido.
El 26 de septiembre de 2024 firmó con los Indiana Pacers, pero fue despedido al día siguiente. El 27 de octubre, se unió a los Indiana Mad Ants, pero fue despedido el 13 de noviembre después de disputar solo un partido.
El 17 de noviembre firmó con los Sioux Falls Skyforce.